# Deutscher Soldatenfriedhof Bolimowska Wieś

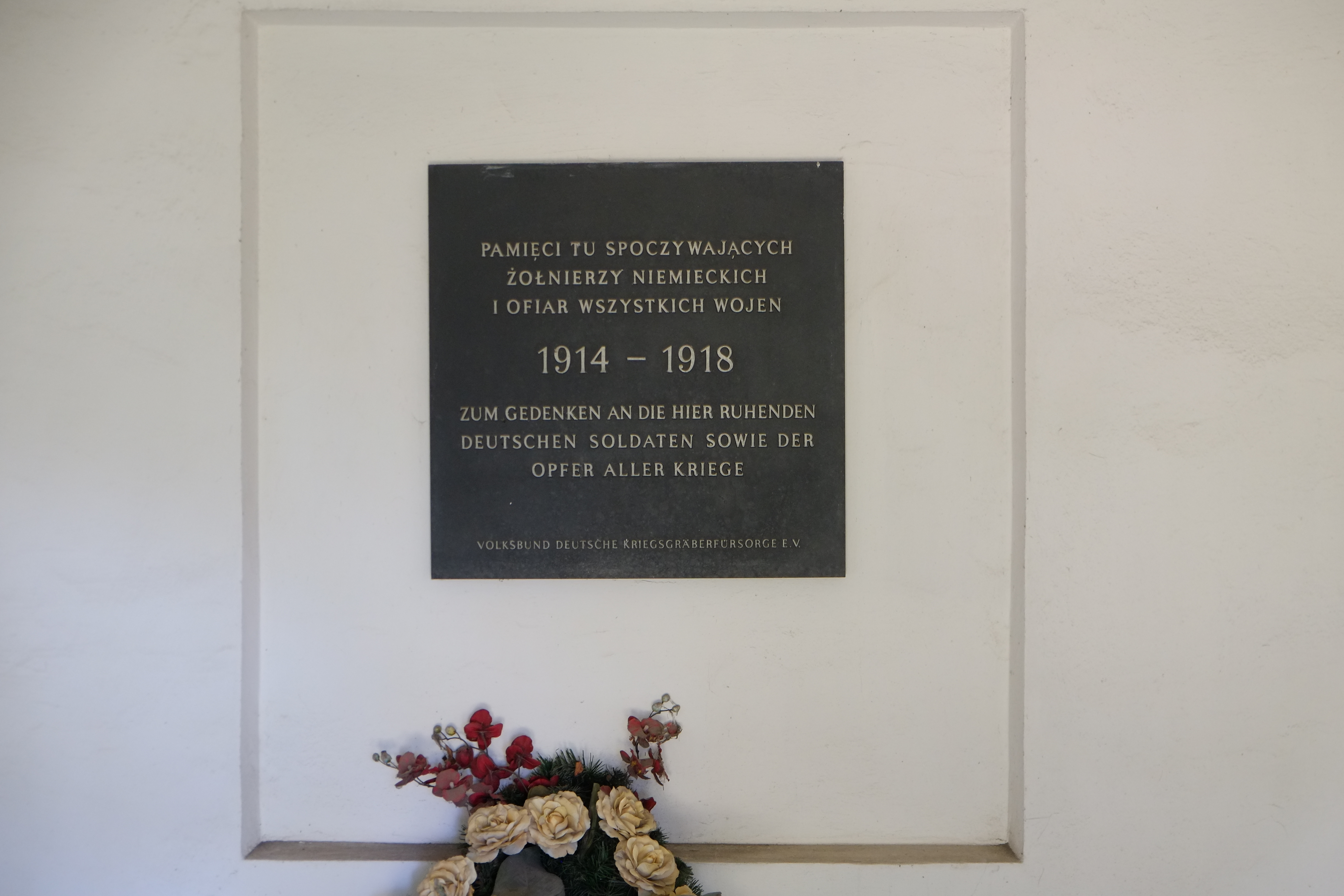
Inschrift in der Kapelle

Auf dem Deutschen Soldatenfriedhof Bolimowska Wieś ruhen deutsche Soldaten des Ersten Weltkrieges. Sie sind allesamt Gefallene der Schlacht bei Humin.

## Ort
Die Anlage befindet sich an der Straße von Bolimów nach Humin, unmittelbar nach dem Ortsausgang auf der rechten Seite.

## Beschreibung
Der kleine Friedhof ist schon sehr stark verfallen. Am Eingang steht eine kleine Kapelle. Bei den meisten Gräbern hat sich das Epitaph nicht erhalten. Laut der Informationstafel am Eingang liegen hier namentlich 77 deutsche Soldaten. Der Volksbund Deutsche Kriegsgräberfürsorge hat noch keine Information über die Grabanlage. Die Anlage steht unter Denkmalschutz.